# A haunted labyrinth
A haunted labyrinth is een compositie van William Bolcom.
Dit werkje, dat een onbepaalde tijdsduur heeft, is geschreven op verzoek van de wiskundige Katta Murty van de Universiteit van Michigan. Hij schreef een algoritme betreffende een persoon die een huis met een aantal kamers binnengaat. In een aantal kamers bevinden zich geesten. De kamers voldoen aan een aantal eisen, die in de algoritme zijn opgenomen.
Parallel daaraan schreef Bolcom een werk voor piano solo. De lengte van het stuk hangt af van welke algoritme de solopianist gebruikmaakt. Ook hij “loopt” van kamer naar kamer om uiteindelijk óf het huis te verlaten óf in een kamer te komen, waar zich geen geest bevindt. Het werk begint met een schreeuw van de solist, die de eerste kamer binnen wandelt; er is een geest.
Robert Conway speelde de première in Ann Arbor, Michigan op 14 augustus 1994